# Eurycope hanseni
Eurycope hanseni är en kräftdjursart som beskrevs av Axel Ohlin 1901. Eurycope hanseni ingår i släktet Eurycope och familjen Munnopsidae. Inga underarter finns listade i Catalogue of Life.